# Tihomir Bujan
Tihomir Bujan (Zagreb, 4. kolovoza 1967.) hrvatski je košarkaški trener trenutno zaposlen kao Associate Head Coach u RSW Liege – Belgija (BNXT).

## Životopis
Košarku je igrao u KK Dubrava iz Zagreba gdje je i započeo trenersku karijeru, vodeći sve mlađe kategorije. U istom klubu od 1995. do 1998. radi kao pomoćni trener seniorske ekipe KK Benston. Kao pomoćnik Srećku Medvedecu 1995. godine s Hrvatskom U-19 košarkaškom reprezentacijum osvaja 4. mjesto na Svjetskom prvenstvu u Ateni.
Na poziv Danijela Jusupa 1998. godine prelazi iz KK Benstona u KK Zadar u kojem ostaje i naredne sezone uz trenera Ivicu Burića.
Potom dvije sezone radi u KK Borik Puntamika koji iz B1 lige uvodi u A2, nakon čega, 2003. godine ponovno postaje pomoćnik seniorske ekipe KK Zadar. Sezone 2004./05. vodi KK Borik Puntamiku u A2 ligi te ga uvodi u A1 ligu uz nastup na F4 Kupa Krešimira Ćosića pobjedom u četvrtfinalu protiv KK Zagreb te tijesnim porazom od KK Cibone u polufinalu. Naredne dvije sezone uspješno vodi KK Borik Puntamiku u A1 ligi (za Prvaka) bilježeći pobjede protiv ABA ligaša KK Zagreba, KK Splita i KK Zadra. Godine 2007. kao glavni trener radi u KK Široki u ABA ligi, a 2009. na poziv Zmage Sagadina ponovno je pomoćnik u KK Zadar. Sezone 2011. postaje prvi trener KK Zadar igrajući finale Kupa Krešimira Ćosića, a 2012. vodi KK Križevce u prvoj godini A1 lige ostvarujući pobjede protiv KK Zadra i KK Splita.

### Gruzija
U sezoni 2013./14. vodi KK Jazine, a 2015. je pomoćnik Igoru Kokoskovu na klupi Gruzijske seniorske reprezentacije koja je pobjedom protiv Hrvatske ostvarila povijesni uspjeh plasmanom u 1/8 finala FIBA Eurobasketa gdje biva tijesno poražena od kasnijeg finalista Litve. 
Od ljeta 2015. obnavlja dužnost koordinatora svih omladinskih selekcija Gruzijskog košarkaškog saveza te je pomoćnik Iliasu Zourosu u seniorskoj reprezentaciji Gruzije.
U ljeto 2017. koordinator je i član stožera U-16 reprezentacije Gruzije koja osvaja brončanu medalju na Europskom prvenstvu B divizije te povijesni plasman u A diviziju za sljedeće prvenstvo. U jesen 2017. gostuje na treninzima američkih sveučilišta Duke (trener Mike Krzyzewski), Wake Forrest (trener Danny Manning), UNC Charlotte (trener Mark Price) i Elon kao i NBA momčadi Charlotte Hornets (trener Steve Clifford).

### Slovačka
U siječnju 2019. postaje glavni trener BC Prievidza (Slovačka) te s njima ulazi u Finale prvenstva i Polufinale kupa Slovačke.

### Povratak u Hrvatsku
Od ljeta 2020. postaje Voditelj omladinskog programa KK Zadar te u prvoj godini predkadetska i juniorska selekcija KK Zadra osvajaju Prvenstvo Hrvatske u obje kategorije i to bez ijednog poraza u čitavoj sezoni. Nadalje, u mladim reprezentativnim selekcijama od U14 - U20, promovirano je 20 igrača iz omladinskog programa KK Zadar. Ugovor sa KK Zadrom završava u ljeto 2022.
Na početku sezone 2022/23 ponovno odlazi u MBK Handlova (Slovacka) no u Novembru dobiva ponudu iz BC Redstone Olomoucko te prelazi u Češku.
U sezoni 2023/24 obavlja dužnost Associated Head Coach u RSW Liege (Belgija) koji se natjece u BNXT ligi (najjača liga Belgije i Nizozemske) te u ENBL Europskom kupu.

## Rezultati
- 4. mjesto Svjetsko prvenstvo (1995) (Hrvatska reprezentacija U-18)
- 1/4 finale Radivoje Korać Kupa (1996–97) (KK Benston)
- 1/2 finale Prvenstva Hrvatske (1996–97) (KK Benston)
- Euroliga (1998–99) (KK Zadar)
- Finalist Prvenstva Hrvatske (1998–99) (KK Zadar)
- 1/2 finale Sapporta Kupa (1999-00) (KK Zadar)
- Finalist Prvenstva Hrvatske (1999–00) (KK Zadar)
- Pobjednik Kupa Krešimira Ćosića (1999-00) (KK Zadar)
- Pobjednik B1 lige - plasman u A2 ligu (2001–02) (KK Borik Puntamika)
- Finalist Kupa Krešimira Ćosića (2003–04) (KK Zadar)
- Finalist Prvenstva Hrvatske (2003–04) (KK Zadar)
- Pobjednik A2 lige - plasman u A1 ligu (2004–05) (KK Borik Puntamika)
- 1/2 finale Kupa Krešimira Ćosića (2004–05) (KK Borik Puntamika)
- F8 Uleb Kup (2008–09) (KK Zadar)
- Finalist Prvenstva Hrvatske (2008–09) (KK Zadar)
- 2. Krug EuroChallenge Kupa (2010–11) (KK Zadar)
- Finalist Kupa Krešimira Ćosića (2010–11) (KK Zadar)
- 1/8 Finala FIBA Eurobasket 2015 (Georgia)
- 1. mjesto FIBA Eurobasket 2017 Qualifiers (Georgia)
- 3. mjesto FIBA Eurobasket 2017 U-16 Div-B (Georgia)
- FIBA WC 2019 Qualifiers (Georgia)
- 2. mjesto Superliga Slovakia 2019 (BC Prievidza)
- F4 - Prvaci Hrvatske 2020./21. (KK ZADAR Predkadeti) - 1. mjesto
- F4 - Prvaci Hrvatske 2020./21. (KK ZADAR Juniori) - 1. mjesto
- F4 - Finalisti Prvenstva Hrvatske 2021./22. (KK ZADAR Kadeti) - 2. mjesto
- F4 - Polufinalisti Prvenstva Hrvatske 2021./22. (KK ZADAR Juniori) - 3. mjesto
- F4 - Polufinalisti Prvenstva Hrvatske 2021./22. (KK ZADAR Predkadeti) - 4. mjesto